# 霞峰镇
霞峰镇，是中华人民共和国江西省上饶市广丰区下辖的一个乡镇级行政单位。

## 行政区划
霞峰镇下辖以下地区：
大尖山社区、下坊社区、赤塘村、方村、公堂村、三里村、石山村、坑东村和大洋村。